# 유건형
유건형(1979년 2월 14일 ~ )은 대한민국의 가수, 작곡가, 프로듀서이다. 동아방송예술대학 방송연예과, 청운대학교 방송연기학과를 졸업 했으며 경기대학교 스포츠과학대학원에서 레저스포츠컨설팅학 석사를 수여받았다.
1996년 댄스 그룹 《언타이틀》의 멤버로 연예계에 발을 내디뎠으며 1999년 해체 후, 7년 뒤인 2006년 록 그룹 《앰프》로 가수로서 활동을 재개했다. 비와 싸이, god
등을 포함하는 많은 가수의 앨범에 작곡가로서 참여하였다. 2012년 싸이와 함께 공동으로 작곡한 강남스타일이 전 세계적으로 크게 히트했다.

## 학력
- 숭실고등학교 졸업
- 동아방송전문대학 방송연예학과 전문학사
- 청운대학교 방송연기학과 학사
- 경기대학교 스포츠과학대학원 레저스포츠컨설팅학과 체육학 석사

## 참여 앨범

### 작곡
- god 2집 《Chapter Two》 ... 〈애수〉(1999년)
- 이은민 1집 《215 Dream》 ... 〈215의 외침〉 (1999년)
- 량현량하 1집 《쌍둥이 파워》 ... 〈쌍둥이 파워〉(2000년)
- 론 1집 《Ron. E Run》 ... 〈Run〉(2001년)
- 비 1집 《나쁜남자》 ... 〈안녕이란 말 대신〉(2002년)[3]
- 이승기 1집 《나방의 꿈》 ... 〈나방의 꿈〉, 〈아버지〉, 〈음악시간〉(2004년)
- 빈 1집 《In My Fantasy》 ... 〈2 am (2:00 am)〉(2005년)
- 싸이 4집 《싸집》 ... 〈We are the one〉(2006년)
- 엄정화 9집 《D.I.S.C.O》 ... 〈Party〉(2008년)[5]
- 서인영 싱글 《Elly is Cinderella》 ... 〈신데렐라〉(2008년)[6]
- 임창정 11집 《Return To My World》 ... 〈In The club〉(2009년)[7]
- 룰라 9집 《A9ain - Again》 ... 〈고잉고잉〉(2009년)[8]
- 싸이 6집 《6甲》... 〈강남스타일〉(2012년) 싸이 공동 작곡
- 싸이 싱글 《GENTLEMAN》 ... 〈GENTLEMAN〉(2013년) 싸이 공동 작곡

### 기타
- PDP 프로젝트 싱글 《JoPD + Park Mi Kyung Project 12 Inch Single》 ... 〈가질 수 없는 너〉(2008년)[9]